# Яновський Михайло Володимирович (правознавець)
Михайло Володимирович Яновський (9 червня 1923, Красноярськ, Єнісейська губернія, РРФСР, СРСР — 18 серпня 1993, Харків, Україна) — радянський і український вчений-правознавець, спеціаліст в області міжнародного права. Доктор юридичних наук (1971), професор (1974). Закінчивши Харківський юридичний інститут і аспірантуру в цьому ж ВНЗ в академіка В. М. Корецького. Потім працював у Ташкентському юридичному інституті, Середньоазійському та Кишинівському університетах. У 1960 — х-1970-х роках був завідувачем сектору держави та права Відділення філософії та права Академії наук Молдавської РСР. 
З 1973 року працював у Харківському юридичному інституті, де був професор (1973-1977) та завідувачем кафедри (1977-1993) міжнародного права і державного права зарубіжних країн. З 1992 року був членом-кореспондентом Академії правових наук України і виконуючим обов'язків академіка-секретаря відділення міжнародного права цієї наукової організації. Науковий керівник професорів В. А. Ріяки і М. В. Буроменського.

## Біографія
Михайло Яновський народився 9 червня 1923 року в Красноярську, РРФСР. Вищу освіту здобув у Харківському юридичному інституті імені Л. М. Кагановича, який закінчив у 1948 році. Потім Яновський навчався в аспірантура в академіка Володимира Корецького. Одночасно з Михайлом Яновським аспірантами Корецького були майбутні професори Ігор Лукашук і Володимир Семенов.
У 1951 році він закінчив аспірантуру. Дані про наступні кілька років біографії Яновського різні. Одні джерела пишуть, що після закінчення аспірантури Яновський отримав розподіл на роботу в Ташкентський юридичний інститут та зайняв в ньому посаду викладача (за іншими даними з 1951 по 1955 рік був спочатку старший викладач, пізніше виконуючим обов'язків доцента на кафедрі державного права цього ВНЗ). Інші джерела стверджують, що з 1951 по 1955 рік він працював на аналогічній посаді в Харківському юридичному інституті. У 1954 році під науковим керівництвом академіка Корецького в Інституті держави та права Академії наук СРСР захистив дисертацію на здобуття наукового ступеня кандидата юридичних наук за темою «Боротьба СРСР за справедливе розв'язання територіальних питань у період після Другої світової війни (проблема "набуття" державності території в міжнародному праві)».
У 1955 році став доцентом на юридичному факультеті Середньоазійського державного університету. Пропрацював на цій посаді до 1962 року, паралельно з цим з січня по серпень 1959 року працював в Інституті філософії і права Академії наук Узбецької РСР, де обіймав посаду старший науковий співробітник. Починаючи з 1962 року працював у Молдавської РСР. Спочатку був доцентом, а потім виконуючим обов'язків професора кафедри державно-правових дисциплін в Кишинівському Державному університеті. Не залишаючи роботи у ВНЗ, в 1969 році став завідувачем сектора держави і права Відділення філософії Академії наук Молдавської РСР. У 1960-х роках брав участь у конференціях асоціації міжнародного права, які проходили в Гамбург у 1960 році, в Брюссель у 1962 році і в Гельсінкі у 1966 році. Також в 1963 році Яновський був включений до складу редакційної колегії збірника наукових праць «Радянський щорічник міжнародного права» (був членом редколегії до 1981 року).
За різними даними, в 1968 або в 1971 році на об'єднаному засіданні Інституту філософії і Інституту держави і права Академії наук Української РСР захистив дисертацію на здобуття ступеня доктора юридичних наук за темою «Генеральна Асамблея ООН і прогресивний розвиток міжнародного права». На захисті цієї роботи його офіційними опонентами були професори Роман Бобров, Ігор Лукашук і Григорій Тункін. За спогадами професора Володимира Денисова, після захисту докторської дисертації м. в. Яновського, академік Корецький назвав її зразковою. У 1971 році Яновському було надано докторський ступінь.
У 1973 році Яновський почав працювати професором на кафедрі міжнародного права і державного права зарубіжних країн Харківського юридичного інституту. При цьому він до 1978 року продовжував залишатися професором в Кишинівському університеті і до 1979 року очолював Сектор держави і права Академії наук Молдавської РСР (за іншими даними залишив цю посаду в 1970 році). У 1974 році Михайлу Володимировичу було надано вчене звання професора. У тому ж році він став членом спеціалізованої вченої ради із захисту докторських дисертацій при факультеті міжнародних відносин Київського державного університету ім. Т. Г. Шевченко (входив до цієї ради до 1981 року). Крім того, професор Яновський був запрошений читати лекції з дисципліни «Міжнародне право» в Донецький державний університет, Київський державний університет ім. Т. Г. Шевченко і в Удмуртський державний університет.
Чотири роки працював професором кафедри міжнародного права і державного права, а в 1977 році був обраний завідувачем цієї кафедри. Працюючи на цій посаді зайнявся розвитком аспірантури на кафедрі. Під науковим керівництвом Михайла Яновського були успішно захищені одна докторська і вісім кандидатських дисертацій. Серед вчених, які захистили кандидатські дисертації під керівництвом Яновського, були: В. А. Ріяка (1983), М. В. Буроменський (1984-кандидатська дисертація і 1998-докторська дисертація), А. А. Попов (1984), Л. Д. Тимченко (1989), І. Б. Кудас, О. В. Тарасов (1995; здійснював наукове керівництво спільно з В. А. Ріякою). Під керівництвом Яновського на кафедрі була відроджена Харківська наукова школа міжнародного права. У 1985 році взяв участь у брюссельському симпозіумі юристів-демократів. Залишався завідувачем кафедри аж до своєї смерті.
У 1992 році в Харкові була створена громадська Академія правових наук України, тоді ж Михайло Яновський був обраний її членом-кореспондентом. У складі Академії було створено сім відділень, серед яких було відділення міжнародного права. Яновський став виконуючим обов'язків академіка-секретаря цього відділення. Михайло Володимирович помер 18 серпня 1993 року в Харкові після важкої та тривалої хвороби.

## Наукова діяльність та основні праці
Будучи спеціалістом в області міжнародного права Михайло Володимирович сконцентрував свій дослідницький інтерес на проблемах права міжнародних організацій і міжнародної правосуб'єктності. За період своєї наукової діяльності професор Яновський став автором і співавтором більш ніж 125 наукових праць. Його роботи публікувалися вісьма мовами (англійський, болгарський, молдавський, німецький, португальський, російський, узбецький і український).
Особливе місце в науковій діяльності професора Яновського займало дослідження правових аспектів Організації Об'єднаних Націй. У 1971 році була видана монографія Михайла Яновського «Генеральна Асамблея ООН (міжнародно-правові питання)». Дана робота була присвячена ролі міжнародних організацій в міжнародному праві, і продовжувала залишатися актуальною до середини 2010-х років. Досліджуючи зазначену тему Яновський, першим в радянській науці міжнародного права зробив висновок про обов'язковий характер деяких резолюцій прийнятих Генеральною Асамблеєю ООН. За словами вченого в галузі міжнародного права В. Н. Денисова, ім'я професора Яновського після видання цієї монографії набуло особливої популярності як серед радянських, так і серед зарубіжних вчених у цій галузі юриспруденції. Саму ж монографію Денисов називав новаторською.
У деяких своїх роботах виданих в середині 1980-х років, Яновський також як і ряд інших радянських правознавців-міжнародників (С. Р. Віхарєв, В. В. Євгеньєв, В. М. Корецький, В. І. Лісовський) відстоював концепцію, що республіки СРСР, також як і сам Радянський Союз є суб'єктами міжнародного права. При цьому, на думку дослідників, союзні республіки зберегли свою самостійність після входження до складу СРСР передавши в його компетенцію лише частину своїх прав.
У 1982 році під редакцією члена-кореспондента Академії наук СРСР Г. І. Тункіна був виданий підручник з міжнародного права, співавтором якого виступив професор Яновський. Згодом дана робота була перекладена і видана на декількох іноземних мовах. Інша робота Яновського написана у співавторстві "політична система СРСР" була видана в 1973 році англійською мовою.
Серед його інших праць, основними з них вважаються:
- «Мирные средства разрешения международных споров» (1957);
- «Юридическая сила резолюций Генеральной Ассамблеи и Устав ООН» (1965);
- «Советская наука о юридической силе резолюций Генеральной Ассамблеи и Устав ООН» (1966);
- «Апартеид — международное преступление (осуждение ООН политики апартеида, проводимой политикой ЮАР)» (1969);
- «Роль ООН в формировании норм международного космического права» (1969);
- «Международная правосубъектность» (1971, соавтор).

## Особистість і пам'ять
Колега Михайла Яновського з Києва професор Володимир Денісов описував його як високоінтелігентну, толерантну людину, що користувалася великою повагою серед колег. Співробітники по кафедрі в Харківському ВНЗ охарактеризували Михайла Володимировича як людину високої ерудиції, тонкого знавця міжнародного права і прекрасного педагога.
В Національному юридичному університеті імені Ярослава Мудрого (до 1991 року — Харківський юридичний інститут) проходять міжнародно-правові читання, що присвячені пам'яті професорів Володимира Семенова і Михайла Яновського.